# Borinot de les corretjoles
El borinot de les corretjoles, esfinx de les corretjoles o borinot de la corretjola (Agrius convolvuli) és una espècie de lepidòpter ditrisi de la família dels esfíngids. Es troba a Àfrica, Àsia i Europa, especialment en les zones meridionals del continent. Aquest lepidòpter és molt comú als Països Catalans.

## Morfologia

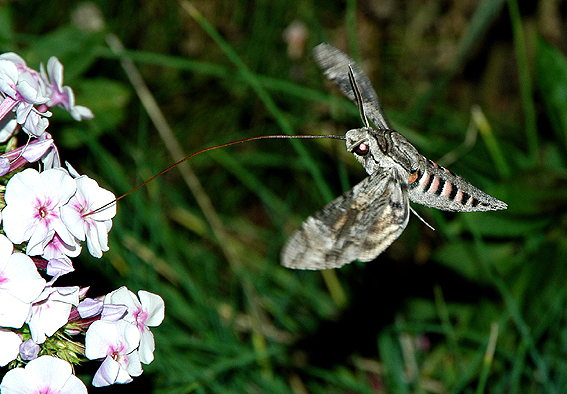
Borinot gris volant

El borinot de les corretjoles és l'esfíngid més gran, i alhora una de les papallones més grans, de l'Europa meridional. Fa uns 8 cm del cap a la punta de l'abdomen, amb una envergadura d'uns 14 cm. Té un cos ferm i poderós.
El seu color bàsic és grisenc amb dibuixos més foscos al cos i a les ales. L'abdomen té dues files de taques regulars a cada banda en colors molt delicadament marcats, rosa, blanc i negre. Però aquestes taques no són visibles quan l'animal es troba en la posició de repòs. Aleshores es pot camuflar perfectament sobre l'escorça d'un arbre o d'un mur de pedra.
Com la majoria dels esfíngids, vola a l'estiu, de maig a setembre. Té hàbits vespertins, prefereix les hores crepusculars per anar a llepar el nèctar de les flors. El borinot de les corretjoles prefereix les flors oloroses que desprenen fragàncies agradables al capvespre; també l'hi agraden molt aquelles flors que tenen forma de trompeta, com les petúnies.
Té ales molt poderoses que li permeten volar sobre les flors amb molta precisió sense tocar-les com si fos un colibrí. La seva trompa és desmesuradament llarga comparada amb el cos: arriba a ultrapassar els 10 cm de longitud.

## Cicle vital

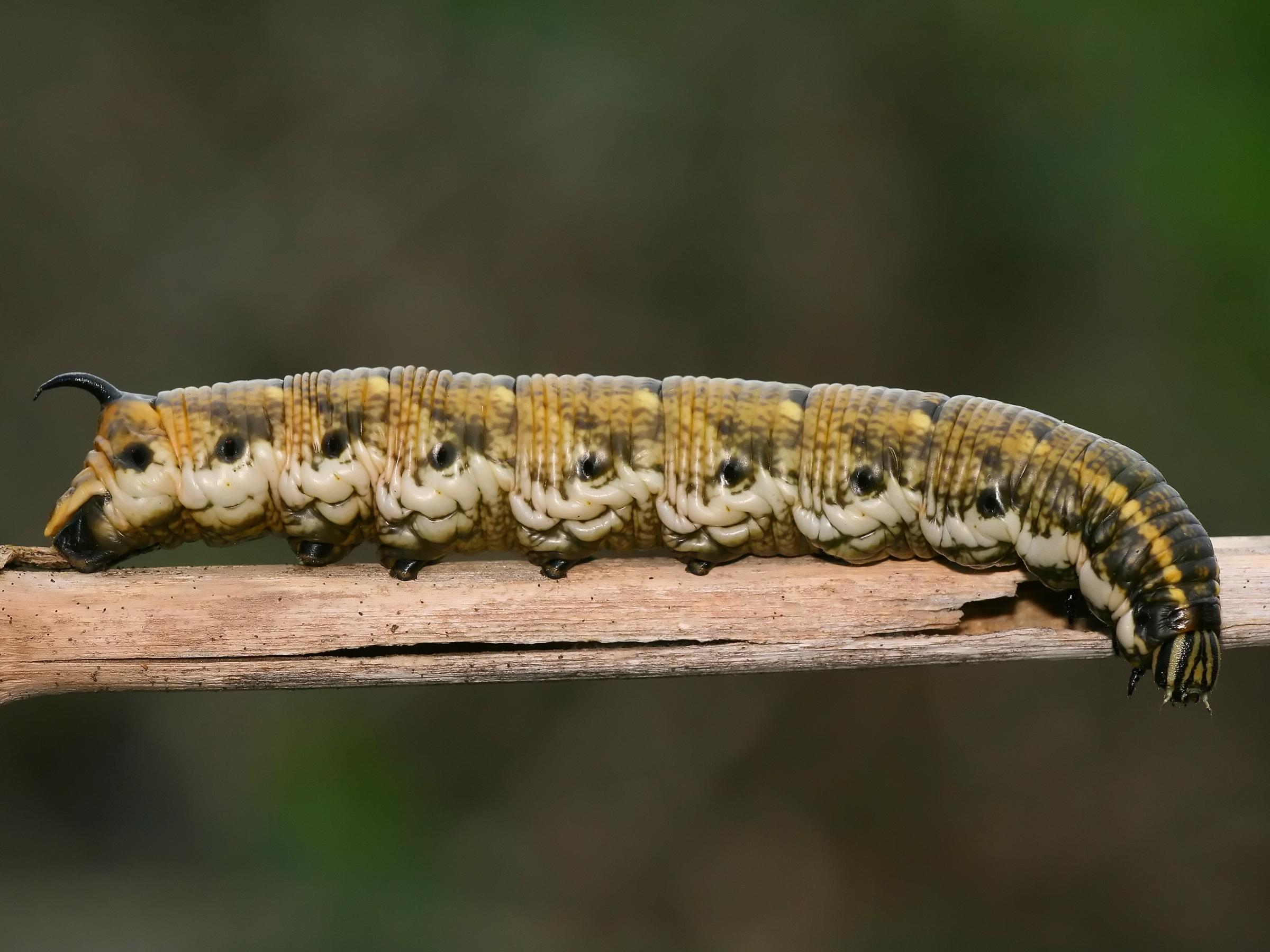
Eruga

La femella del borinot de les corretjoles pon els ous a les fulles de diverses espècies del gènere Convolvulus, d'ací el seu nom llatí Agrius convolvuli.
Les erugues mengen voraçment les fulles d diverses espècies de corretjola, plantes generalment considerades males herbes. Són de coloració molt variada, marró, blanca i verda. Com les erugues d'altres esfíngids, són relativament grans i tenen un apèndix similar a una banya en la zona caudal.
Acabat l'estat larvari, els borinots de les corretjoles passen l'hivern en estat de crisàlide entre les fulles seques i tiges de la corretjola. La crisàlide és marró rogenc i té la trompa ja molt visible.
Tot i que el borinot de les corretjoles és pacífic i totalment inofensiu, a molta gent no li agrada l'aspecte d'aquest animal fosc tan gros i s'espanten quan el veuen. Les llums nocturnes l'atreuen molt i el desorienten. Sovint són víctimes dels fars dels cotxes a les autopistes. Així molts d'ells moren esclafats a l'estiu.
El borinot de les corretjoles se sembla molt a (Manduca quinquemaculata), originari de l'Amèrica del nord.